# Eschbach, Südliche Weinstraße
Eschbach là một đô thị thuộc huyện Südliche Weinstraße, bang Rheinland-Pfalz, Đức. Đô thị này có diện tích 3,66 km², dân số thời điểm 31 tháng 12 năm 2006 là 696 người.